# 목장의 소녀 캐트리
《목장의 소녀 캐트리》는 일본의 애니메이션이다. 제1차 세계 대전 직전부터 개전 중의 핀란드를 무대로 한, 시골뜨기 소녀 캐트리(6세 ~ 12세까지)의 성장 이야기를 그렸다.

## 줄거리
1900년대 초반, 핀란드의 9세 소녀 캐트리는 어려서 아버지를 여의고 3년 전, 독일로 돈 벌러 나간 채 돌아오지 않는 어머니를 기다리고, 조부모와 함께 살고 있었다. 어려워진 가계를 돕기 위해 가축지기로 저택에 고용된다. 캐트리의 타고난 밝은 성격과 총명함으로 많은 사람들의 신뢰를 얻는다. 여러 사람과의 만남과 이별을 경험하면서 성장해 갔다. 그 후, 캐트리를 마음에 들어 한 부인을 따라가, 그녀의 저택에서 학교를 오갈 수 있게 된다. 그러던 어느 날 소식 불통이었던 어머니가 투르쿠의 병원에 입원해 있다는 연락을 받고, 헤어진지 6년 만에 재회한다.
작품 속에 간간히 나오는 칼레발라 구절 암송이 약방의 감초이다.

## 특징
작품의 시대 배경이 내전기와 겹치기 때문에 핀란드로서는 이 기간을 금기시하고 기피하기 쉽다.

## 등장인물
- 카트리 우코니에미
- 마르티
- 마리
- 헬레나
- 미나
- 바이노 하르마
- 밀롤레
- 로타 쿠셀라
- 엘리아스 릴라츠크

## 방영 에피소드
1. 폭풍의 외딴섬
2. 우리는 친구
3. 봄바람
4. 슬픈 카트리
5. 사랑의 목장
6. 어머니의 편지
7. 초대받던 날
8. 사고
9. 뜻밖의 불행
10. 약속
11. 싸움
12. 편지
13. 멋진 선물
14. 나의 첫번째 초대
15. 뜻밖의 지불
16. 잃어버린 새끼양
17. 늑대 멸종의 날
18. 2번의 화재
19. 4월 1일
20. 오는 사람, 가는 사람
21. 투르쿠의 사람들
22. 자동차 타던 날
23. 가장 아름다운 것
24. 내일은 입학 시험
25. 아! 어머니
26. 우리를 구해준 사람
27. 성장하는 도시
28. 새 생활
29. 보는 꿈
30. 장엄한 백조처럼
31. 우편으로 배달된 책
32. 마법의 책과 악마
33. 기쁨과 슬픔
34. 헬싱키로 가다
35. 아버지와 딸
36. 큰 결정
37. 아벨 재떨이
38. 모든 길
39. 하르마의 저택 파티
40. 길에서
41. 투르쿠 시민
42. 그림없는 그림책
43. 자동차
44. 악의적인 소녀
45. 끔찍한 날
46. 아름다운 것
47. 기념품 가방
48. 아! 학교 입학
49. 어머니의 귀환